# Die Berührte
Die Berührte ist ein Frauenfilm von Helma Sanders-Brahms aus dem Jahr 1981.

## Handlung
Veronika Christoph ist eine Tochter aus gutem Hause, die unter der Kälte in ihrer Familie und der Gesellschaft leidet. Der Film beginnt mit einem Traum Veronikas, in dem zwei Taucher unter Wasser kämpfen und deren Atemgeräusche in den Ohren dröhnen. In den folgenden Szenen sieht man mehrere Episoden ihrer Suche nach Jesus Christus, den sie in vielen ihrer flüchtigen männlichen Bekanntschaften zu erkennen glaubt. Diesen gibt sie sich dann immer sexuell bis zur Selbstzerstörung hin, egal ob es ein Zauberer, ein Fremdarbeiter, ein alter Mann oder ein Krüppel ist. Sie glaubt bei jedem dieser Männer, dass sie in ihm endlich Christus gefunden hat. Auch ihre Suche nach Gott treibt Veronika immer wieder zu Selbstmordversuchen, weshalb sie stets wieder in eine psychiatrische Klinik eingewiesen wird, es dort aber ablehnt, mit Medikamenten ruhiggestellt zu werden.

## Produktion
Der Film wurde nach den autobiographische Aufzeichnungen von Rita G. gedreht. Den von Rita produzierten Dialogpart spricht Elisabeth Stepanek, die die Hauptrolle spielt, wörtlich im Film nach, die jeweiligen Partner reagieren nach der Regiekonzeption ohne Drehbuch improvisierend.
Die Dreharbeiten fanden im Winter 1980 in West-Berlin statt. Zu sehen sind u. a. das Brandenburger Tor, das Reichstagsgebäude, die Berliner Philharmonie, die St.-Thomas-Kirche und der U-Bahnhof Schlesisches Tor.
Seine Premiere hatte der auf Eastmancolor gedrehte Film am 15. Juli 1981 bei den Internationalen Hofer Filmtagen.

## Kritik
Für das Lexikon des internationalen Films ist dieser nach authentischen Tagebuchaufzeichnungen von Helma Sanders-Brahms gedrehte Film eine schockierende, uneinheitlich und grell geratene Psycho-Studie, die den radikal subjektiven Standpunkt der Vorlage bewusst nicht verlässt. Die direkte Schilderung einer seelischen wie physischen Grenzüberschreitung verursacht Irritation und Betroffenheit zugleich.